# Kosz chlebowy Mołotowa

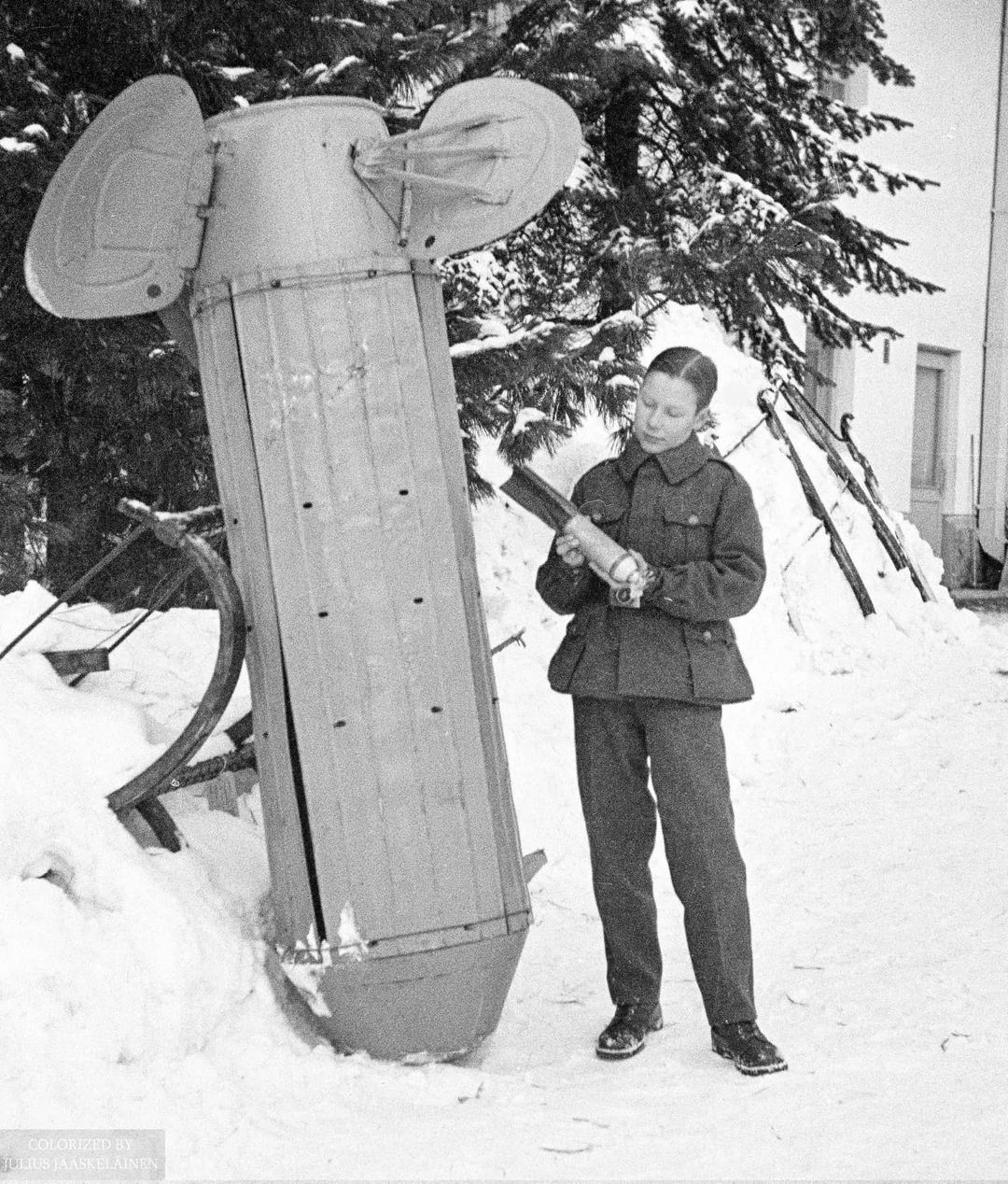
Kosz chlebowy Mołotowa

Kosz chlebowy Mołotowa (fiń. Molotovin leipäkori) – fińska ironiczna nazwa radzieckiej zapalającej bomby kasetowej RRAB-3, użytej do bombardowania fińskich miast podczas wojny zimowej 1939-1940.
Był to cylinder o długości 2,25 m i średnicy 0,9 m.
Nazwa pochodzi od oświadczenia ministra Wiaczesława Mołotowa, że Związek Radziecki nigdy nie bombardował fińskich miast, a w takich pojemnikach zrzucano żywność dla głodującej ludności.